# Ourozeuktes monacanthi
Ourozeuktes monacanthi är en kräftdjursart som beskrevs av Schioedte och Frederik Vilhelm August Meinert 1884. Ourozeuktes monacanthi ingår i släktet Ourozeuktes och familjen Cymothoidae. Inga underarter finns listade i Catalogue of Life.